# Wrestle-1
Wrestle-1 (レッスル・ワン, Ressuru Wan) é uma promoção de puroresu e luta profissional japonesa, fundada em 10 de julho de 2013 por Keiji Mutoh após sua demissão da All Japan Pro Wrestling. A base do plantel da empresa foi formada por lutadores leais a Mutoh, que deixaram a All Japan em massa durante junho de 2013. Mutoh serve como o presidente da promoção através de uma kabushiki gaisha chamado de GEN Sports Entertainment. A promoção realizou seu primeiro evento em 8 de setembro de 2013 no Tokyo Dome City Hall.
A promoção compartilha seu nome com uma série de eventos de luta profissional dirigida pela All Japan, K-1 e Pride Fighting Championships, na primeira metade da década de 2000, mas não é considerada uma continuação direta desse projeto.

## História

### Formação
Em 1 de novembro de 2012, a companhia TI Speed Partners compraram 100% das ações da All Japan Pro Wrestling (AJPW) ao acionista principal Keiji Mutoh e os aos seus parceiros de negócios por ¥ 200 milhões. No final de maio de 2013, o presidente da Speed Partners Nobuo Shiraishi despediu o presidente da AJPW Keiji Mutoh, e o seu braço direito de longa data Masayuki Uchida, e tomou posse como o novo presidente da promoção a partir de 1 de junho o que levou a Mutoh renunciar o cargo de presidente do conselho e deixou a promoção. Para as próximas semanas, Mutoh tentou comprar de volta as suas ações da promoção da Speed Partners, mas acabou por desistir da tentativa, antes do final do mês. Durante o resto de junho, Masakatsu Funaki, Kaz Hayashi,, Shuji Kondo, Ryota Hama, Hiroshi Yamato, Masayuki Kono, Koji Kanemoto, Minoru Tanaka, Yasufumi Nakanoue, Kai, Seiya Sanada, e Andy Wu anunciaram que iam despedir-se da AJPW por lealdade a Mutoh e deixaram a promoção após um evento de 30 de junho em Ryōgoku Kokugikan, que marcou o fim oficial do onze longos anos de Mutoh na All Japan.
Em 10 de julho, Mutoh realizou uma conferência de imprensa a anunciar a fundação da sua nova promoção, chamada "Wrestle-1". Mutoh deu o nome de uma série de eventos de wrestling profissional, que foram produzidos pela sua AJPW, K-1 e Pride Fighting Championships entre 2002 e 2005. Wrestle-1 continua com a marca de Mutoh de "Pro Wrestling Love", que ele havia lançado depois de assumir AJPW em 2002. Mutoh apeliou o estilo da Wrestle-1 como puroresu "Fighting Entertainment". O rótulo da Wrestle-1 que se sugere é considerado mais como entretenimento com base no estilo tradicional da AJPW. Na conferência de imprensa contaram com a presença de Funaki, Hama, Hayashi, Kai, Kondo, Kono, Nakanoue, Tanaka e Yamato. Andy Wu também ia juntar-se à promoção, uma vez que ele voltou de uma excursão para o México, junto com os estagiários Brian Ishizaka, Daiki Inaba e Seiki Yoshioka, o apresentador de ringue Makoto Abe e os árbitros Daichi Murayama e Daisuke Kanbayashi. A promoção anunciou o seu evento inaugural a 8 de setembro de 2013, na Tokyo Dome City Hall. Na conferência de imprensa, Mutoh afirmou que a Wrestle-1 estava aberta a trabalhar com outras promoções e que ele procurava usar Taiwan como um trampolim para uma expansão asiática e eventualmente global. Mutoh também afirmou que ele estava aberto para à ideia de ter uma divisão feminina na Wrestle-1. Em 26 de julho, a estação de televisão Gaora anunciou que iria transmitir o evento inaugural, bem como uma apresentação de pré-visualização de 30 minutos, ao vivo nos seus canais. Em 30 de julho, Mutoh reuniu-se com Jeff Jarrett em Nashville, Tennessee, Estados Unidos para discutir uma possível relação de trabalho entre a Wrestle-1 e a Total Nonstop Action Wrestling (TNA). Jarrett mais tarde foi anunciou que ia participante no evento de 6 de outubro na Wrestle-1. Mutoh mais tarde também revelou que ele queria formar parcerias com promoções na Europa e no México, mencionando especificamente Asistencia Asesoría y Administración (AAA), e criar um "verdadeiro" campeonato mundial que seria reconhecido em três continentes. Em 9 de agosto, Mutoh revelou o logotipo oficial da promoção e um cartão parcial para o evento inaugural. Também foi anunciado um acordo de patrocínio com a empresa de confeitaria Ezaki Glico, com o seu departamento de vendas e gerente de produto Hiroki Kuwabara assinou um contrato como um treinador de condicionamento na Wrestle-1.

### Wrestle-1 Hataage Sen
Wrestle-1 Hataage Sen (WRESTLE-1 旗揚 げ 戦 Wrestle-1 Hataage Sen ?, traduzido literalmente "Wrestle-1 Levantar um Exército de competição") foi o evento inaugural Wrestle-1, que teve lugar em 8 de Setembro, 2013, na Tokyo Dome City Hall. Em 9 de agosto, a Wrestle-1 lançou o primeiro cartão do para o evento parcial, o que revelou trabalhadores assinados apenas pela Wrestle-1 que participam no evento, mas nenhum dos seus parceiros ou oponentes. O evento contou com um combate de mulheres na sua estreia japonesa no ringue de Daiki Inaba. Nenhum dos outros trabalhadores foram revelados antes do evento, embora Mutoh afirmou que os lutadores da TNA não iam fazer parte do evento. O evento foi ao ar no Japão na Gaora e internacionalmente na internet pay-per-view (IPPV) através da NicoNico e Ustream. Os bilhetes para os 2.500 lugares foram vendidos para fora no dia em que foram colocados à venda. O jornalista deportivo Dave Meltzer escreveu que este, juntamente com o recente declínio da AJPW nos números de atendimento, mostraram que "os fãs e o grupo de Mutoh que são o futuro real da All Japan, em vez de All Japan".  O evento contou com a participação de vários freelancers, bem como os lutadores da Big Japan Pro Wrestling, Dragon Gate, Michinoku Pro Wrestling, Pro Wrestling Zero1 e World Wonder Ring Stardom. Koji Kanemoto, René Duprée, Seiya Sanada e Zodiac, que estavam com AJPW antes da partida de Mutoh, mas não havia anunciado a sua afiliação com a Wrestle-1, e fez uma aparição surpresa durante o evento. Na verdade, Dupree, que participou no evento principal, ainda era oficialmente reinante Gaora TV Championship da AJPW no momento do evento. Dupree devolveu o titulo para AJPW três dias após o evento. Duprée returned the title belt to AJPW three days after the event. Bob Sapp, que tinha aparecido em vários dos antigos eventos Wrestle-1, e fez uma aparição num evento principal de equipas com Mutoh. Kenta Kobashi, que tinha anunciado em março anterior que iria juntar-se à AJPW após sua aposentadoria, em maio, e trabalhou no evento como comentador.
| Nº                                          | Resultados | Estipulações    | Tempo |
| ------------------------------------------- | --- | --------------- | ----- |
| 1                                           | Daiki Inaba e o Hiroshi Yamato derrotaram Tokyo Gurentai (Mazada e o Nosawa Rongai)                              | Luta de duplas  | 06:38 |
| 2                                           | Kohei Sato and Ryoji Sai derrotaram Ryota Hama and Yasufumi Nakanoue                                             | Luta de duplas  | 10:18 |
| 3                                           | Yoshiko derrotou Mayu Iwatani                                                                                    | Luta individual | 06:27 |
| 4                                           | Junior Stars (Koji Kanemoto e o Minoru Tanaka) derrotaram Fujita Hayato e o Masaaki Mochizuki                    | Luta de duplas  | 13:01 |
| 5                                           | Daisuke Sekimoto e o Yuji Okabayashi derrotaram Team 246 (Kaz Hayashi e o Shuji Kondo)                           | Luta de duplas  | 15:06 |
| 6                                           | Laughter7 (Katsuyori Shibata and Kazushi Sakuraba) derrotaram Stack of Arms (Masakatsu Funaki e o Masayuki Kono) | Luta de duplas  | 18:06 |
| 7                                           | Kai derrotou Seiya Sanada                                                                                        | Luta individual | 16:45 |
| 8                                           | Bob Sapp e o Keiji Mutoh derrotaram René Duprée e o Zodiac                                                       | Luta de duplas  | 10:20 |
| (c) – Refere-se aos campeões antes da luta. | |                 |       |

### Turnês Regulares
Wrestle-1 começou a trazer turnês regulares logo após a Hataage Sen; a primeira turnê correu até 22 de Setembro e a segunda de 6 de outubro a 14. Muitos dos forasteiros que participam no evento inaugural tornaram-se membros regulares da lista de lutadores da Wrestle-1 com a exceção de Bob Sapp, Fujita Hayato , Katsuyori Shibata, Kazushi Sakuraba e Masaaki Mochizuki. Embora a Wrestle-1 também não terem lutadoras femininas regulares na sua lista, cada evento incluí um combate de mulheres, com as lutadores como Ryo Mizunami e Shuu Shibutani da Pro Wrestling Wave, Koharu Hinata, Makoto e Syuri da Wrestling New Classic, Hikaru Shida, Maki Narumiya, Risa Sera e a Tsukasa Fujimoto da Ice Ribbon, e os freelancers Akino e a Hiroyo Matsumoto. A Wrestle-1 tentou introduzir uma "divisão Openweight", onde os seus lutadores não seriam estereotipados como pesos pesados ou pesos pesados júnior, como na maioria das promoções japonesas, mas seria capaz de interagir uns com os outros através de limites de peso. Em 24 de setembro, Wrestle-1 anunciou que Seiya Sanada tinha assinado um contrato para tornar-se oficialmente parte da lista da promoção eficaz em 1 de outubro. Em 6 de Outubro, a Wrestle-1 realizou o seu primeiro evento no Korakuen Hall, em frente de uma multidão de 1750 pessoas que esgotou. Em 18 de outubro, Mutoh anunciou a sua semi-aposentadoria da ação no ringue, dizer que no futuro ele iria concentrar-se em correr a Wrestle-1.
No mês seguinte, viu-se a continuação de uma relação de trabalho entre a Wrestle-1 e a TNA, com AJ Styles ele chegou a defender o TNA World Heavyweight Championship contra Seiya Sanada em 16 de Novembro, Jay Bradley e Rob Terry trabalharam toda a turnê de 16 de novembro a 1 de dezembro. Enquanto isso, Andy Wu também fez o seu regresso da sua excursão de sete meses no Mexico, e fez sua estreia na sua nova promoção para casa em 16 de novembro. Durante o evento, Wrestle-1 anunciou o seu primeiro evento em Ryōgoku Kokugikan, programado para acontecer em 2 de março de 2014. Mutoh anunciou mais tarde que isso iria marcar apenas o primeiro de quatro eventos da Wrestle-1 que destina-se a funcionar em Ryōgoku Kokugikan em 2014.

### 2014
Em 12 de janeiro, 2014, Manabu Soya, demitiu-se da AJPW no mês anterior, e juntou-se à Wrestle-1 como um freelancer, assumindo o papel de matchmaker na tela, enquanto que recuperava-se de uma recente cirurgia no ombro. Em 26 de janeiro, a Wrestle-1 realizou a sua primeira tryout, o que resultou em três homens serem aceitos para começar a treinar no dojo da promoção em abril do ano seguinte.
Em 30 de janeiro, foi anunciado que o evento de 2 de marco no Ryōgoku Kokugikan seria uma característica do tema "Wrestle-1 vs. TNA" com treze lutadores a chegar a representar a promoção americana, além de Rob Terry, que havia permanecido com Wrestle-1 desde de novembro.  Jeff Jarrett, o homem original por trás da relação entre a TNA e a Wrestle-1, havia uma vez que foi-se embora da TNA e agora a relação foi feita por Bob Ryder e John Gaburick do lado dos americanos. Em 2 de março na Kaisen: Outbreak, três títulos TNA foram defendidos como parte do primeiro evento no Ryōgoku Kokugikan da Wrestle-1. Enquanto Kaz Hayashi e Shuji Kondo não conseguiram capturar os TNA World Tag Team Championship e Kai o TNA World Heavyweight Championship, Seiya Sanada derrotou Austin Aries para tornar-se o novo TNA X Division Championship. O evento também viu a estreia de outro ex-trabalhador AJPW, Taiyo Kea. No dia seguinte, foi anunciado que Sanada iria deixar a Wrestle-1 para trabalhar para a TNA indefinidamente. Também em março, Wrestle-1 realocou os seus escritórios de Minami-Azabu, Minato, Tokyo para Hyakunincho, Shinjuku, Tokyo para o seu próprio edifício de quatro andares chamado "GEN Sports Palace", que também inclui o dojo da promoção. Em abril, a Wrestle-1 estabeleceu dois relacionamentos mais internacionais com a promoção britânica All Star Wrestling (ASW) e promoção alemã European Wrestling Promotion (EWP). Como parte do relacionamento, os lutadores da EWP Ecki Eckstein e Leon Van Gasteren trabalharam numa turnê com a Wrestle-1 de 27 de abril a 4 de maio com Van Gasteren a defender o EWP Intercontinental Championship contra Hiroshi Yamato no dia final.
Em 18 de junho, a Wrestle-1 realizou uma conferência de imprensa a anunciar que a partir de 1 de julho a promoção seria acompanhada por Akira, Jiro Kuroshio, Koji Doi, Rionne Fujiwara, Tajiri e Yusuke Kodama, após a sua promoção anterior Wrestling New Classic fecharem em 26 de junho. Em 1 de Julho, Wrestle-1 também foi acompanhado por Hiroki Murase, um freelancer que já tinha começado a sua carreira na WNC em janeiro de 2013. O segundo evento da Wrestle-1 no Ryōgoku Kokugikan, Shōgeki: Impact, foi realizado no dia 6 de julho e contaram com os combates pelo British Light Heavyweight Championship da ASW, e o Intercontinental Championship da EWP, e os World Tag Team Championship da TNA e o World Heavyweight Championship da Zero1 com Hiroshi Yamato a capturar o título da EWP de Leon Van Gasteren, e Masakatsu Funaki o título da Zero1 de Kohei Sato e Seiki Yoshioka o título da ASW de Dean Allmark. No dia seguinte, Seiya Sanada anunciou que tinha concordado com um contrato com a TNA, o que significava que ele iria continuar a passar a maior parte do seu tempo nos Estados Unidos, ocasionalmente, voltando a participar em grandes eventos da Wrestle-1. Sanada permaneceu com a TNA até abril de 2015. Enquanto isso, Seiki Yoshioka partiu para uma longa turnê no Reino Unido com a ASW, durante o qual ele perdeu o British Light Heavyweight Championship de volta para Allmark.
Em 21 de julho, a Wrestle-1 anunciou a criação do seu primeiro título próprio, o Wrestle-1 Championship, com o campeão inaugural ia ser determinado num torneio de dezesseis pessoas, tendo entre 21 de setembro a 8 de outubro. Em 8 de agosto, Wrestle-1 anunciou que Manabu Soya tinha assinado com a promoção,e que terminou os seus dias como um freelancer. Em 22 de setembro, Wrestle-1 anunciou a criação dos Wrestle-1 Tag Team Championship e que os campeões inaugurais iam ser determinados num torneio round-robin, tendo entre 15 de novembro e 30. Em 25 de setembro, a Wrestle-1 e a Pro Wrestling Zero1 anunciaram que as duas promoções iam unir-se para realizar três espétaculos em conjuntos no Shinjuku Face a 5 de Novembro e 7 de novembro. Em 8 de outubro, Masayuki Kono derrotou Kai nas finais do torneio de dezesseis pessoas para tornar-se o inaugural Wrestle-1 Champion. A relação entre a Wrestle-1 e a TNA continuou em 12 de outubro com onze lutadores da Wrestle-1 a participar na TNA Bound for Glory no Korakuen Hall. Em 1 de novembro, a Wrestle-1 realizou um evento no Ryōgoku Kokugikan que comemorava o 30º aniversário do Keiji Mutoh no wrestling profissional. O evento principal do espétaculo viu-se Mutoh derrotar Masayuki Kono para tornar-se o segundo Wrestle-1 Champion. Em 30 de novembro, a Team 246 (Kaz Hayashi e Shuji Kondo), ganharam a primeira Tag League Greatest para tornarem-se os inaugurais Wrestle-1 Tag Team Champions.

### 2015
Em 25 de Fevereiro, 2015, a Wrestle-1 anunciou a criação de uma divisão cruiserweight e um novo terceiro título, que foi em 9 de Março nomeado oficialmente o Wrestle-1 Cruiser Division Championship. A partir do dia 11 de abril, a Wrestle-1 começou a realizar espétaculos no seu dojo sob a marca "Wrestle-1 Starting Point", e que tinham a intenção de mostrar aos lutadores mais jovens da promoção. Em 6 de março, Minoru Tanaka ganhou o torneio para tornar-se o inaugural Wrestle-1 Cruiser Division Champion. Além disso, em maio, foi relatado a relação entre a Wrestle-1 e a TNA tinha chegado ao fim. Seiya Sanada remained in the United States, working on the local independent circuit.
Em março de 2015, a gestão da  Wrestle-1 foi atingido com várias demissões, o que levou a Mutoh oferecer ao presidente da Dramatic Dream Team (DDT) Sanshiro Takagi um trabalho na gestão da sua promoção. Em 5 de maio, Takagi foi oficialmente revelado como novo diretor executivo da Wrestle-1 (CEO). O seu objetivo era tornar mais rentável a Wrestle-1, obtendo-se as vendas e aumentar o número de espetáculos. Não havia planos para Takagi para começar a lutar para Wrestle-1 ou para haver uma troca de talentos entre a Wrestle-1 e a DDT.  Em 13 de maio, a Wrestle-1 e o Seiya Sanada realizaram uma conferência de imprensa, onde ele foi anunciou que os dois lados tinham decidido maneiras amigáveis da parte quando o contrato de Sanada com a promoção iria expirar dois dias mais tarde, para que ele pudesse continuar a trabalhar nos Estados Unidos em tempo integral como um freelancer. Mais tarde naquele mês, foi anunciado que a Wrestle-1 seria parceria com American Wrestling Pro Alliance (APWA) para realizar sua primeira turnê nos Estados Unidos, e que ia realizar cinco espetáculos na Pensilvânia, West Virginia, Carolina do Norte e Geórgia, incluindo na ex arena da ECW, entre 23 de junho e 28. No entanto, em 19 de junho, a turnê foi cancelada com APWA citado que um patrocinador foi puxado para fora devido à falta de comunicação entre as duas promoções como a razão. Nesse mesmo dia, a Wrestle-1 anunciou que Masakatsu Funaki anunciou ia deixar a promoção quando o seu contrato termina-se que era em 30 de junho. Enquanto isso, Tajiri só funcionaria eventos esporádicos na Wrestle-1 a partir de Julho. Em 26 de junho, a Wrestle-1 anunciou os resultados das suas negociações de contratos recentes com os seus lutadores. 21 lutadores tinham assinado novos contratos, incluindo um freelancer Kazma Sakamoto que no processo feito Wrestle-1 seria a nova casa na nova promoção, enquanto Rionne Fujiwara tornou-se o segundo lutador a deixar a promoção seguinte quando o seu contrato expira-se no final do mês.
Em 13 de julho, a Wrestle-1 anunciou a primeira "Wrestle-1 Grand Prix", um torneio de eliminatória simples com 21 participantes e tendo lugar entre 2 de agosto a 30. O torneio foi anunciado na Wrestle-1 equivalente a New Japan Pro Wrestling G1 Climax. Em 3 de agosto, Wrestle-1 anunciou a criação de Puroresu Sogo Gakuin ("escola abrangente de Pro Wrestling"), onde Akira, Hiroshi Yamato, Kaz Hayashi, Shuji Kondo e Yasufumi Nakanoue iria treinar homens e mulheres em termos de seis meses de duração. Os graduados da escola não são obrigados a assinar um contrato com a Wrestle-1 e são livres de  a outras promoções. O primeiro mandato da escola começou dois meses depois. Em 30 de agosto, a Wrestle-1 anunciou que iam restaurar os UWA World Trios Championship e os F-1 Tag Team Championship, sendo este último um título comédia que Mutoh criou na AJPW em 2006 para equipas compostas de um lutador e um comediante.Em 27 de outubro, a Wrestle-1 anunciou um novo projeto chamado "Wrestling Camp", encabeçada por Kaz Hayashi e ex-lutador American Balloon, com o objetivo de recrutar lutadores mais estrangeiros para a promoção. On October 27, Wrestle-1 announced a new project named "Wrestling Camp", headed by Kaz Hayashi and former wrestler American Balloon, with the goal of recruiting more foreign wrestlers for the promotion.

### 2016
Em 2016 eles anunciaram a estreia de um lutador estrangeiro na promoção Stevie Fierce. Em 14 de março eles anunciaram a estreia de Kohei Fujimura. Em 30 de março, eles anunciaram a formatura de Reika Saiki, Hana Kimura, Jun Tonsho e Seigo Taichibana e que iriam pensar em ter divisão das mulheres. No dia 4 de maio o presidente da AJPW Jun Akiyama fez uma aparência surpresa na Wrestle-1, cara a cara com Keiji Mutoh os dois concordaram em lutar em uma luta de duplas um contra o outro no dia 11 de agosto.

## Empregados

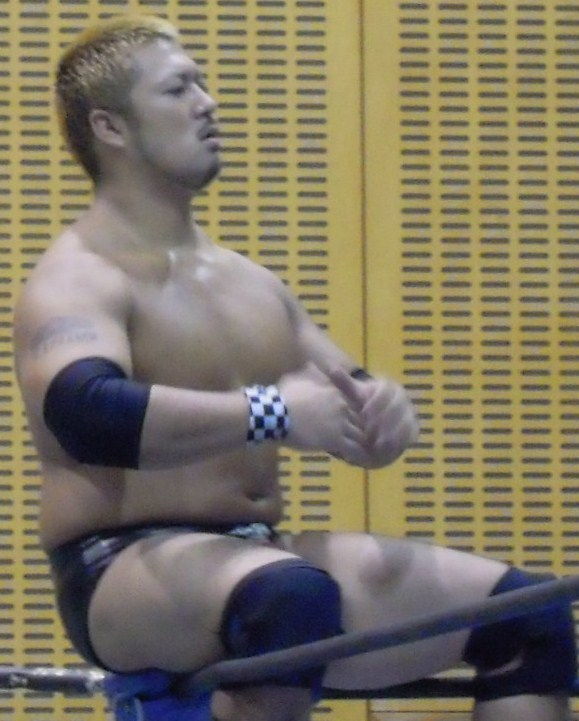
Yuji Hino

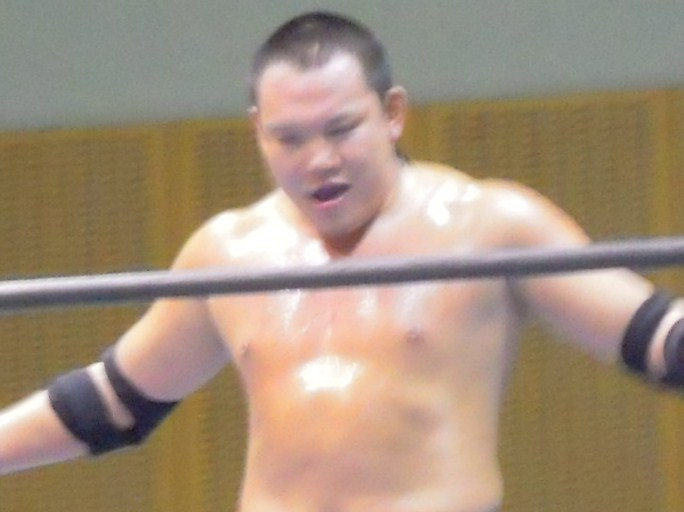
Kazma Sakamoto

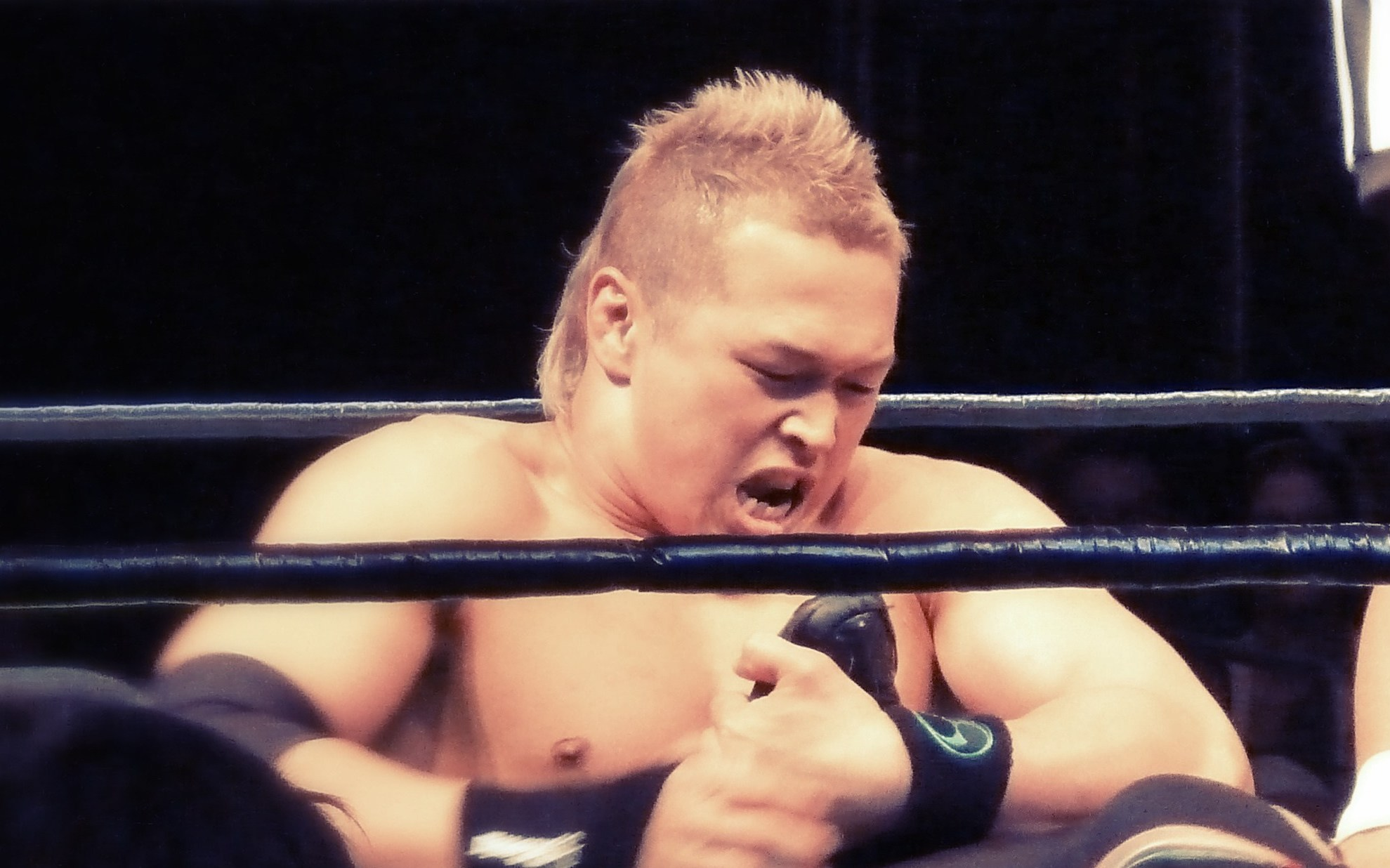
Kotaro Suzuki

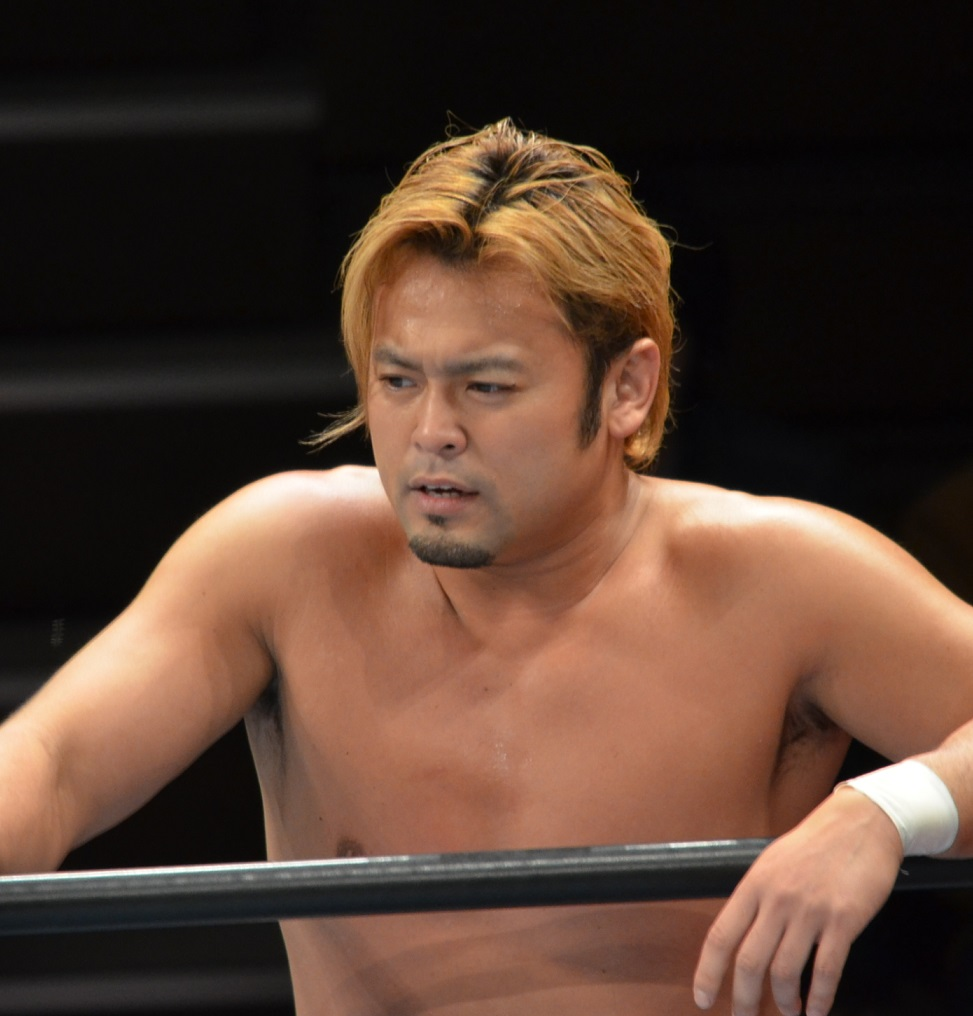
Kaz Hayashi

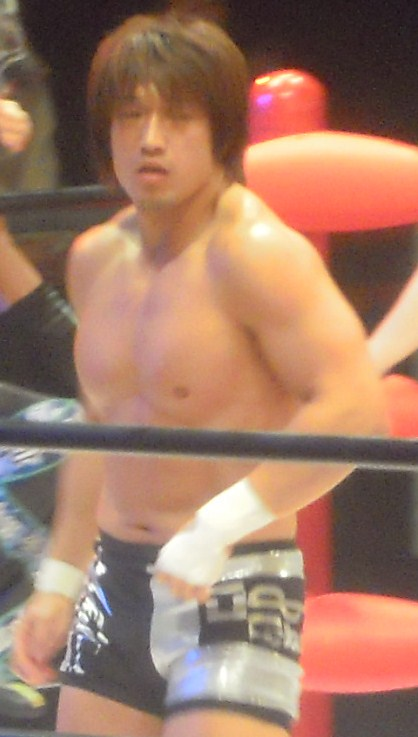
Minoru Tanaka

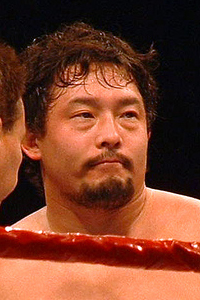
Tajiri

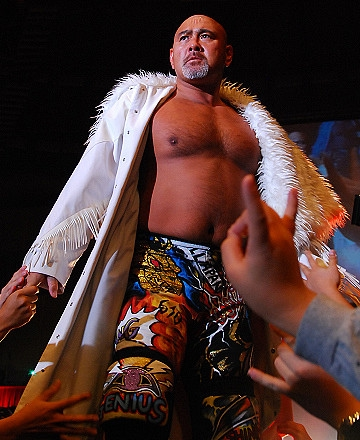
Keiji Mutoh

### Lutadores
| Nome de Ringue             | Nome Real         | Notas                                                      |
| -------------------------- | ----------------- | ---------------------------------------------------------- |
| Akira                      | Akira Nogami      |                                                            |
| Andy Wu                    | Chihiro Mizuki    |                                                            |
| "brother" YASSHI           | Yasushi Tsujimoto | Freelancer                                                 |
| Daiki Inaba                | Daiki Inaba       |                                                            |
| Hiroki Murase              | Hiroki Murase     |                                                            |
| Hiroshi Yamato             | Hiroshi Mihara    |                                                            |
| Jiro Kuroshio              | Soujiro Higuchi   |                                                            |
| Jun Kasai                  | Jun Kasai         | Pro Wrestling Freedoms                                     |
| Kai                        | Atsushi Sakai     | Wrestle-1 Champion                                         |
| Kaz Hayashi                | Kazuhiro Hayashi  | UWA World Trios Champion                                   |
| Kazma Sakamoto             | Kazma Sakamoto    | Wrestle-1 Tag Team Champion                                |
| Keiji Mutoh The Great Muta | Keiji Mutoh       | F-1 Tag Team Champion Fundador e presidente                |
| Koji Doi                   | Koji Doi          |                                                            |
| Kotaro Suzuki              | Yasuhiro Suzuki   | Wrestle-1 Cruiser Division Champion Freelancer             |
| Keiichi Sato               | Keiichi Sato      |                                                            |
| Kumagoro                   | Masaya Suzuki     |                                                            |
| Kohei Fujimura             | Kohei Fujimura    |                                                            |
| Manabu Soya                | Manabu Soya       |                                                            |
| Masayuki Kono              | Masayuki Kono     |                                                            |
| Mazada                     | Kazuhiko Masada   | Freelancer                                                 |
| Minoru Tanaka              | Minoru Tanaka     | UWA World Trios Champion                                   |
| Nosawa Rongai              | Kazushige Nosawa  | Freelancer                                                 |
| Ryota Hama                 | Ryota Hama        |                                                            |
| Seiki Yoshioka             | Seiki Yoshioka    |                                                            |
| Seiya Sanada               | Seiya Sanada      | Freelancer                                                 |
| Shotaro Ashino             | Shotaro Ashino    |                                                            |
| Shuji Kondo                | Shuji Kondo       |                                                            |
| Tajiri                     | Yoshihiro Tajiri  | UWA World Trios Champion participação desportiva           |
| Yasufumi Nakanoue          | Yasufumi Nakaoue  |                                                            |
| Yuji Hino                  | Yusuke Hino       | Wrestle-1 Tag Team Champion Freelancer                     |
| Yusuke Kodama              | Yusuke Kodama     | Inativo; numa excursão de aprendizagem na América do Norte |

### Ex-Lutadores
| Nome de Ringue   | Nome Real        | Notas |
| ---------------- | ---------------- | ----- |
| Masakatsu Funaki | Masakatsu Funaki |       |
| Rionne Fujiwara  | Desconhecido     |       |

### Estagiários
| Nome                   | Notas                              |
| ---------------------- | ---------------------------------- |
| Marco Antonio Yamamoto | Começou a treinar em abril de 2015 |
| Mizuki Higuchi         | Começou a treinar em abril de 2015 |
| Tomoki Ichihara        | Começou a treinar em abril de 2015 |

### Ex-Estagiários
| Nome           | Notas                        |
| -------------- | ---------------------------- |
| Brian Ishizaka | Falhou ao passar nos treinos |
| Tomoya Ebina   | Falhou ao passar nos treinos |

### Empregados
| Name               | Notes                        |
| ------------------ | ---------------------------- |
| Daichi Murayama    | Árbitro                      |
| Daisuke Kanbayashi | Árbitro                      |
| Hiroki Kuwabara    | Treinador de Condicionamento |
| Sanshiro Takagi    | CEO                          |
| Takanori Ishigame  | Anunciador de ringue         |

## Titulos
| Titulos                                 | Atual campeão(es)                             | Data em que ganhou    | Campeões anterior(es)                                         |
| --------------------------------------- | --------------------------------------------- | --------------------- | ------------------------------------------------------------- |
| Wrestle-1 Championship                  | Kai                                           | 4 de maio de 2016     | Yuji Hino                                                     |
| Wrestle-1 Tag Team Championship         | Real Desperado (Kazma Sakamoto e o Yuji Hino) | 06 de março de 2016   | TriggeR (Masayuki Kono e o Shuji Kondo)                       |
| Wrestle-1 Cruiser Division Championship | Kotaro Suzuki                                 | 13 de março de 2016   | Hiroshi Yamato                                                |
| UWA World Trios Championship            | Kaz Hayashi, Minoru Tanaka e o Tajiri         | 31 de janeiro de 2016 | Jackets (Jiro Kuroshio, Seiki Yoshioka e o Yasufumi Nakanoue) |
| F-1 Tag Team Championship               | Kannazuki e o Keiji Mutoh                     | 9 de outubro de 2015  | Kannazuki e o Takao Omori                                     |

## Torneios
| Torneios                       | Último vencedor(es)                    | Data em que ganhou     |
| ------------------------------ | -------------------------------------- | ---------------------- |
| Wrestle-1 Grand Prix           | Manabu Soya                            | 30 de agosto de 2015   |
| Tag League Greatest            | Team 246 (Kaz Hayashi and Shuji Kondo) | 30 de novembro de 2014 |
| Road to Keiji Mutoh Tournament | Jiro Kuroshio                          | 30 de maio de 2015     |